# Lakefield (Minnesota)
Lakefield è una città degli Stati Uniti d'America, situata in Minnesota, nella contea di Jackson.